# Trophée Raffaele Marcoli
Pour les articles homonymes, voir Marcolli.
Le Trophée Raffaele Marcoli (en italien : Trofeo Raffaele Marcoli) est une course cycliste italienne organisée au mois d'octobre autour de Turbigo, en Lombardie. Il rend hommage à l'ancien cycliste professionnel Raffaele Marcoli, mort en 1966 dans un accident de voiture,. 
Anciennement ouvert aux espoirs et élites sans contrat, le Trophée devient ensuite réservé aux cyclistes juniors (moins de 19 ans) à partir de 2018.

## Palmarès
| Année | Vainqueur           | Deuxième             | Troisième             |
| ----- | ------------------- | -------------------- | --------------------- |
| 1967  | Walter Cozzaglio    | Angelo Peraro        | Vittorio Calloni      |
| 1968  | Giulio Maspero      | Giuliano Bonadei     | Emanuele Bergamo      |
| 1969  | Gaetano Juliano     | Ermino Ferdusi       | Sergio Bianchi        |
| 1970  | Fiorenzo Ballardin  | Elio Parise          | Angelo Meroni         |
| 1971  | Francesco Moser     | Giuliano Dominoni    | Aldo Parecchini       |
| 1972  | Elio Parise         | Mario Giaccone       | Serge Parsani         |
| 1973  | Aurelio Zacchi      | Giovanni Volontè     | Elio Parise           |
| 1974  | Alfiero Di Lorenzo  | Giovanni Mantovani   | Ignazio Paleari       |
| 1975  | Agostino Bertagnoli | Gianpaolo Sigurotti  | Giovanni Mantovani    |
| 1976  | Alvaro Crespi       | Gianluigi Carretta   | Pierluigi Sala        |
| 1977  | Ettore Manenti      | Maurizio Bergamaschi | Ruggero Bortolaso     |
| 1978  | Silvestro Milani    | Paolo Marenghi       | Luigino Chiodini      |
| 1979  | Pierpaolo Prato     | Emanuele Bombini     | Benedetto Patellaro   |
| 1980  | Ezio Moroni         | Manrico Ronchiato    | Domenico Perani (it)  |
| 1981  | Silvestro Milani    | Pierangelo Zorzolo   | Giovanni Zola         |
| 1982  | Gianmarco Saccani   | Daniele Ferrari      | Massimo Mantovan      |
| 1983  | Roberto Amadio      | Luigi Bussacchini    | Luigino Giovenzana    |
| 1984  | Remo Cugole         | Claudio Bestetti     | Ivo Gobbi             |
| 1985  | Gianni Rossi        | Angelo Corini        | Massimo Ghirardi      |
| 1986  | Enrico Pezzetti     | Gianni Bortolazzo    | Daniele Magnani       |
| 1987  | Gianni Bortolazzo   | Franco Toia          | Andrea Gerevini       |
| 1988  | Giovanni Codenotti  | Alberto Destro       | Marco Asmonti         |
| 1989  | Enrico Cecchetto    | Marco Asmonti        | Gianpiero Polto       |
| 1990  | Giovanni Lombardi   | Walter Pedroni       | Gianni Dolce          |
| 1991  | Stefano Battiston   | Mauro Monaro         | Luca Bacchiani        |
| 1992  | Giancarlo Raimondi  | Paolo Noè            | Massimo Frigerio      |
| 1993  | Gabriele Rampollo   | Michele Zamboni      | Francesco Arazzi (it) |
| 1994  | Giancarlo Raimondi  | Ermanno Tonoli       | Giorgio Olgiati       |
| 1995  | Fulvio Frigo        | Roberto Valtolina    | Marco Giroletti       |
| 1996  | Marco Zanotti       | Stefan Cecca         | Maurizio Tovaglieri   |
| 1997  | Manuel Parise       | Cristian Piva        | Roberto Giucolsi      |
| 1998  | Mauro Gerosa        | Dimitri Dementiev    | Roberto Savoldi       |
| 1999  | Fabio Carlino       | Gabriel Moureu       | Stefano Guerrini      |
| 2000  | Mikhaylo Khalilov   | Hermes Mandelli      | Maxim Rudenko         |
| 2001  | Yuriy Metlushenko   | Gerardo Romero       | Giacomo Montanari     |
| 2002  | Andrei Korovine     | Sergueï Lagoutine    | Dmitry Semov          |
| 2003  | Gabriele Bosisio    | Massimiliano Caccin  | Gianmario Rovaletti   |
| 2004  | Marco Cattaneo      | Walter Aceti         | Denis Shkarpeta       |
| 2005  | Daniele Menaspa     | Antonio Bucciero     | Bruno Bertolini       |
| 2006  | Gabriele Orizzonte  | Piergiorgio Camussa  | Rafael Infantino      |
| 2007  | Alessandro Raisoni  | Mario Giani          | Andriy Buchko         |
| 2008  | Gianni Mascolo      | Maurizio Anzalone    | Vitaliy Buts          |
| 2009  | Federico Rocchetti  | Manuele Boaro        | Oleksandr Nikolenko   |
| 2010  | Oleksandr Polivoda  | Manuel Capillo       | Paul Paganini         |
| 2011  | Giacomo Mossali     | Andrea Di Corrado    | Nathan Pertica        |
| 2012  | Rino Gasparrini     | Ignazio Moser        | Marco Benfatto        |
| 2013  | Marlen Zmorka       | Nicola Rossi         | Luca Pacioni          |
| 2014  | Marlen Zmorka       | Giorgio Bocchiola    | Alberto Tocchella     |
| 2015  | Leonardo Bonifazio  | Seid Lizde           | Umberto Marengo       |
| 2016  | Andrea Toniatti     | Pietro Andreoletti   | Enea Cambianica       |
| 2017  | pas de course       |                      |                       |
| 2018  | Luca Poggi          | Davide Piganzoli     | Luca Portigliatti     |
| 2019  | Mattia Pinazzi      | Samuel Quaranta      | Riccardo Baratella    |